# Riemenschneider-Kruzifix (Steinach)

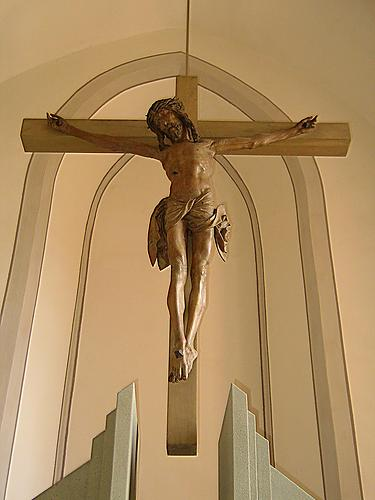
Holzkruzifix über dem Allerheiligsten im Chorraum

Das Riemenschneider-Kruzifix befindet sich in der St.-Nikolaus-und-Katharina-Kirche, einem Baudenkmal in Steinach (Nr. D-6-72-112-77 in der Bayerischen Denkmalliste), einem Stadtteil des im bayerischen Unterfranken gelegenen Marktes Bad Bocklet im Landkreis Bad Kissingen.

## Geschichte
Das Kruzifix wurde von Tilman Riemenschneider gefertigt und stammt aus dem Jahre 1516. Der Steinacher Pfarrer Kolb schrieb über das Kruzifix:

„Über dem Triumphbogen befand sich seit Jahrhunderten ein altes, unscheinbares Kruzifix. Man brachte es nach Aschaffenburg, um es einer gründlichen Reinigung zu unterziehen, es war ganz mit Schmutz und alter Farbe überkleistert. Beim Ablaugen entdeckte man im Rücken einen mit einem Korkpfropfen geschlossenen Kanal und fand in demselben einen Bleiwürfel. Derselbe enthielt einige Reliquien und eine Urkunde über den Ursprung des Kruzifixes.“

Aus dieser Urkunde, von der eine Kopie an der rechten Chorwand angebracht ist, geht hervor, dass das Kruzifix ein Werk des berühmten fränkischen Meisters Tilman Riemenschneider ist.
Die Wiederanbringung am Triumphbogen der Kirche erschien damals wegen des Lichteinfalls ungeeignet und so wurde es an der Kanzel, die sich an der vom Chor aus gesehen rechten Wand des Kirchenschiffs befand, angebracht. In der Bleikassette befanden sich zwei Säckchen. Ein dünner Pergamentstreifen mit der Beschriftung „de lingo crucis“ lag auf dem ersten Säckchen, das zwei kleine Holzsplitter (Kreuzpartikel) enthielt. In dem zweiten waren mehrere Knochensplitter, die durch einen Streifen mit der Beschriftung „S. Walpurgis“ als Reliquie der heiligen Walpurga identifiziert wurden.
Die in dem Kruzifix vorgefundene Urkunde belegt zum einen das Entstehungsjahr 1516 und zum anderen die Urheberschaft Riemenschneiders. Letztere wird dadurch gestützt, dass die Urkunde die gleiche Handschrift trägt wie eine für das Magdalenenretabel in der Münnerstädter St.-Maria-Magdalena-Kirche ausgestellte Rechnung.
Laut Riemenschneiders Angaben in der Urkunde bekam das Kruzifix von Maler Johann Wagenknecht eine später verloren gegangene farbliche Fassung. Im Jahr 1903 wurde das Kruzifix neu farblich gefasst.
Ein Auftraggeber wird in der Urkunde jedoch nicht genannt. Vermutlich wurde das Kruzifix von der Pfarrgemeinde oder deren Vertretern in Auftrag gegeben.
Wahrscheinlich im 17. oder 18. Jahrhundert wurden zum einen die nur leicht angehobenen Arme des Korpus in eine fast diagonale Stellung gebracht sowie zum anderen die Füße abgenommen und neu positioniert, Im Rahmen einer Restaurierung im Jahr 1938 wurde der Originalzustand des Kruzifix so gut wie möglich wiederhergestellt. Im Rahmen dieser Restaurierung wurde auch die farbliche Neufassung von 1903 wieder entfernt.
Das Riemenschneider-Kruzifix von Steinach erinnert mit der zierlichen Gestalt und dem verhältnismäßig großen, zur rechten Seite geneigten Kopf eher an das nach 1485 entstandene Riemenschneider-Kruzifix von Heroldsberg als an das mindestens acht Jahre vor dem Steinacher Kruzifix entstandenem Kruzifix in der St.-Peter-und-Paul-Kirche in Detwang.
Betont wird das Steinacher Kruzifix von der realistischen Darstellung von Adern, Sehnen und Rippenbögen sowie dem Ausdruck beispielsweise in den eingefallenen Wangen und den tiefen Augenhöhlen.